# Bisericani (okręg Harghita)
Bisericani (węg. Szentlélek) – wieś w Rumunii, w okręgu Harghita, w gminie Lupeni. W 2011 roku liczyła 682 mieszkańców.